# Johan Audel
Johan Audel (*Niza, Francia, 12 de diciembre de 1983), futbolista francés.
El 9 de agosto de 2010 se traslada al VfB Stuttgart.

## Clubes
| Club                                                | País     | Año       |
| --------------------------------------------------- | -------- | --------- |
| OGC Niza                                            | Francia  | 2003-2004 |
| Lille Olympique Sporting Club                       | Francia  | 2004-2005 |
| Football Club Lorient-Bretagne Sud                  | Francia  | 2005-2006 |
| Lille Olympique Sporting Club                       | Francia  | 2006-2007 |
| Valenciennes Football Club                          | Francia  | 2007-2010 |
| VfB Stuttgart                                       | Alemania | 2010-     |
| →Football Club Nantes (cedido por el VfB Stuttgart) | Francia  | 2013-2014 |